# Yollarbaşı
Yollarbaşı (vroeger İlisira) is een plaats in het Turkse district Karaman in de gelijknamige provincie. In 2010 telde Yollarbaşı 1200 inwoners, waarvan 590 mannen en 610 vrouwen. De afstand tussen provinciehoofdstad Karaman en Yollarbaşı bedraagt 17 kilometer.